# Paraguayaans militair ordinariaat
Het Paraguayaans militair ordinariaat (Spaans: Obispado de las Fuerzas Armadas y la Policia Nacional del Paraguay) is een militair ordinariaat van de Rooms-Katholieke Kerk met als zetel de kathedraal Sagrado Corazón de Jesús in Asuncion, in Paraguay. Het ordinariaat is verantwoordelijk voor de zielzorg van de tot de Rooms-Katholieke Kerk behorende militairen van de Paraguayaanse strijdkrachten en hun families. Het ordinariaat staat als immediatum onder rechtstreeks gezag van de Heilige Stoel. 

## Geschiedenis
Het ordinariaat werd op 20 december 1961 opgericht, door paus Johannes XXIII, als militair vicariaat. Het ordinariaat werd op 21 juli 1986 door paus Johannes Paulus II met de apostolische constitutie Spirituali militum curae verheven tot militair bisdom.

## Organisatie
In 2021 telde het ordinariaat 18 parochies, die werden bediend door 24 priesters, 9 permanente diakens, en 9 broeders.

## Ordinarii

### Militair vicaris
- Agustín Rodríguez (4 december 1965 - 25 december 1968; tevens titulair bisschop van Castellum Tingitii)
- Juan Moleón Andreu (1 februari 1972 - 20 september 1980; tevens titulair bisschop van Gummi in Proconsulari)
  - sedisvacatie (20 september 1980 - 5 mei 1992)

### Militair bisschop
- Eustaquio Pastor Cuquejo Verga (5 mei 1992 - 15 juni 2002; tot 1998 tevens titulair bisschop van Aufinium)
- Ricardo Jorge Valenzuela Rios (24 mei 2003 - 25 juni 2010)
- Adalberto Martínez Flores (14 maart 2012 - 23 juni 2018; kardinaal in 2022)
  - sedisvacatie (23 juni 2018 - heden)

## Galerij van afbeeldingen

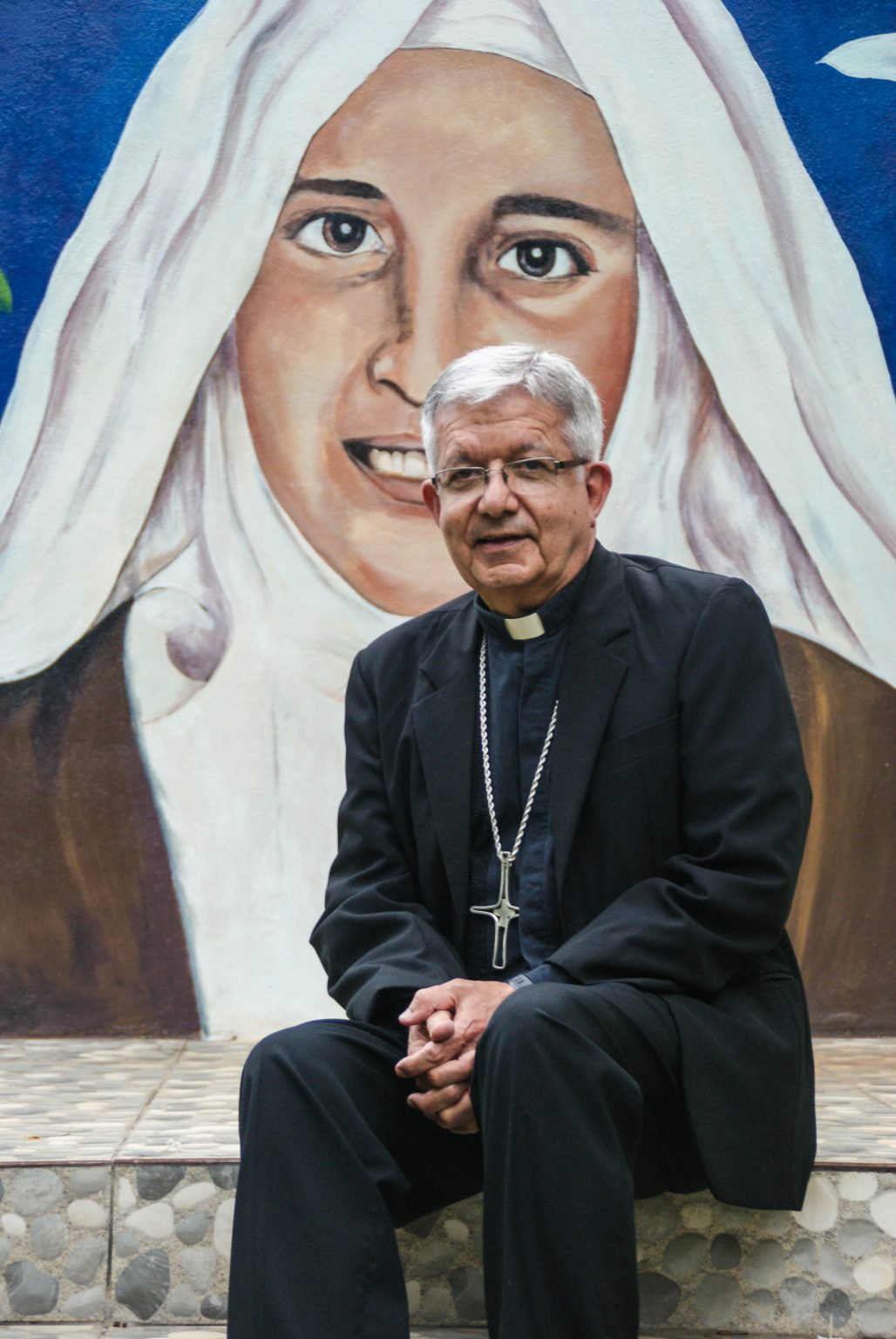
Militair bisschop Adalberto Martínez Flores (2012-2018), kardinaal in 2022